# 许栋元
许栋元（韓語：허동원，1980年6月9日—），或译許棟源，韩国男演员、舞台剧演员。

## 演艺经历
许栋元于2007年通过舞台剧《愉快的交易》出道，在电影《犯罪都市》、《犯罪都市2》中饰演的吴东均一角给观众留下了深刻的印象。此外，他还参演了《恶人传》《特送》《热血》等多部电影和多部电视剧，如《未生》、《憤怒的媽媽》、《Justice》、《山茶花開時》、《The King：永遠的君主》等展现了不可忽视的存在感。

## 个人生活
许栋元与以结婚为前提开始恋爱的圈外女性于2023年3月结婚，两人是认识很久的朋友关系，但不足一年便离婚。

## 演出作品

### 电影
- 2014年：《肚脐到膝盖之间（朝鲜语：배꼽과 무릎사이）》
- 2014年：《女人的叹息（朝鲜语：여배우 공작단）》饰演 久弼
- 2014年：《热爱（朝鲜语：열애 (2014년 영화)）》饰演 警察
- 2014年：《國際市場》饰演 青年会员2
- 2015年：《监禁时间（朝鲜语：감금의 시간）》饰演 正浩
- 2016年：《荆棘（朝鲜语：까시）》饰演 小区里的大哥
- 2017年：《犯罪都市》饰演 吴东均
- 2018年：《深（朝鲜语：딥 (2018년 영화)）》饰演 张讲师
- 2018年：《负罪少女（朝鲜语：죄 많은 소녀）》饰演 警察1
- 2018年：《夏末（朝鲜语：늦여름 (영화)）》饰演 承秀
- 2019年：《恶人传》饰演 崔文植
- 2019年：《爸爸很漂亮（朝鲜语：아빠는 예쁘다）》饰演 朴代理
- 2019年：《复仇母亲（朝鲜语：나를 찾아줘 (2019년 영화)）》饰演 明得
- 2020年：《大畫特務》饰演 载龙
- 2020年：《抓住救命稻草的野兽们》饰演 支配人
- 2020年：饰演 水族馆社长
- 2021年：《獵魂者》飾演 日本販毒集團頭目
- 2022年：《極速快遞》饰演 尚勋
- 2022年：《王者制造：选战之狐》饰演 李汉相的秘书
- 2022年：《犯罪都市2》饰演 吴东均
- 2022年：《热血》饰演 八角鱼
- 2022年：饰演 韩熙尚
- 2023年：《怪房客们》（세입자）[5][1]
- 待定：《不要碰脏钱》饰演 广石
- 待定：《常春花园》

### 电视剧
- 2014年：OCN《神的测验4》饰演 回收利用中心职员（第5集）
- 2014年：tvN《未生》
- 2014年：OCN《壞傢伙們》饰演 崔刑警（第11集）
- 2014年：OCN《Frost醫生》
- 2015年：OCN《失蹤的黑色M》
- 2015年：MBC《憤怒的媽媽》
- 2015年：SBS《看見味道的少女》
- 2015年：KBS2《記得你》饰演 警卫员
- 2017年：tvN《犯罪心理》饰演 黄仁哲
- 2018年：KBS2《KBS Drama Special - 金小姐之谜》饰演 奉德九
- 2018年：KBS2《KBS Drama Special - 金枪鱼和海豚》饰演 郑东浩
- 2018年：MBC《时间》
- 2018年：Olive《恩珠的房間》饰演  张振奎
- 2019年：KBS2《山茶花開時》饰演 金洛浩
- 2019年：KBS2《Justice》饰演 梁哲基
- 2020年：SBS《The King：永遠的君主》饰演 沈刑警
- 2021年：KBS2《大發不動產》饰演 金泰镇
- 2021年：Netflix《魷魚遊戲》饰演 隔壁屋的面具人（28号人手）
- 2022年：Netflix《模範家族》饰演 金正焕
- 2022年：ENA《非常律師禹英禑》饰演 申一洙
- 2022年：JTBC《知情人》饰演 杨俊
- 2022年：Disney+饰演 尚哲
- 2022年：Netflix《黑暗榮耀》饰演 秋正鎬
- 2023年：tvN《驅魔麵館2：全面回擊》飾演 （特別出演）
- 2023年：Netflix《假面女郎》飾演 崔鍾訓
- 2023年：KBS《Drama Special－高溫預警》飾演
- 2023年：ENA《沙之花也有春天》飾演 延祥哲
- 2024年：JTBC《绝佳的解决士》飾演 馬相哲（特別出演）
- 2024年：TVING《或好或壞的東載》飾演 朴燦赫[6]
- 2025年：SBS《我的完美秘書》飾演 金永洙
- 2025年：Disney+《揭密最前線》飾演 李祥睦

### 舞台剧
- 2007年：《愉快的交易》
- 2009年：《炒码面》
- 2010年：《那个男人 那个女人》
- 2010年：《炒码面》
- 2010年：《事件发生 1980》
- 2011年：《炒码面》
- 2011年：《那个男人 那个女人》
- 2012年：《炒码面》
- 2012年：《工作的法则》
- 2013年：《炒码面》
- 2013年：《你的眼睛》
- 2013年：《孩子》
- 2016年：《是一家人》
- 2016年：《炒码面》
- 2017年：《事件发生 1980》
- 2018年：《出租公寓》
- 2019年：《事件发生 1980》
- 2019年：《是一家人》
- 2021年：《国际茶馆》
- 2022年：《炒码面》
- 2022年：《毒》